# Хајдеблик
Хајдеблик (њем. Heideblick) општина је у њемачкој савезној држави Бранденбург. Једно је од 37 општинских средишта округа Даме-Шпревалд. Према процјени из 2010. у општини је живјело 4.088 становника. Посједује регионалну шифру (AGS) 12061219.

## Географски и демографски подаци
Хајдеблик се налази у савезној држави Бранденбург у округу Даме-Шпревалд. Општина се налази на надморској висини од 64 метра. Површина општине износи 165,3 km². У самом мјесту је, према процјени из 2010. године, живјело 4.088 становника. Просјечна густина становништва износи 25 становника/km².

## Међународна сарадња
| Мјесто | Држава | Врста сарадње | Од    |
| ------ | ------ | ------------- | ----- |
| Слава  | Пољска | партнерство   | 1991. |
| Извор  |        |               |       |